# عملية احتراق الأكسجين
عملية احتراق الأكسجين، هي سلسلة من عمليات الاندماج النووي التي تحدث في أنوية النجوم الضخمة التي استهلكت مخزونها من الوقود (أي استهلكت كل الهيدروجين المتواجد في نواتها). تحدث عملية الاحتراق عند درجات حرارة عالية للغاية تقدر عند المجال (1.5-2.6) مليار كلفن، وكثافة تترواح ضمن المجال (2.6-6.7) مليار غرام في السنتيمتر المكعب الواحد.
حين تتوقف عمليات حرق النيون تبدأ الجاذبية بسحق نواة النجم مما يزيد الحرارة والكثافة إلى أن تصل إلى الحد المطلوب لكي تبدأ علميات حرق الأكسجين، وفي غضون ستة أشهر إلى سنة واحدة يستهلك النجم كل مخزونه من الأكسجين، تاركاً نواةً غنيةً بالسيليكون، لكن الحرارة والضغط غير كافيان لكي يحترق السيليكون، لذا فإن الجاذبية تلعب دورها من جديد ساحقة النواة أكثر فأكثر إلى أن تصل إلى الحد الذي تبدأ فيه عمليات احتراق السيليكون، وعند بدء ذلك فإن حرارة النواة تكون كافية لدرجة أن الأكسجين الموجود في الغلاف يبدأ بالاحتراق كذلك متبوعاً باحتراق الطبقة التي تحوي النيون ثم احتراق الطبقة التي تحوي الكربون ثم تلك التي تحوي الهيليوم وصلاً إلى طبقة القشرة التي تحوي الهيدروجين.
عملية احتراق الأكسجين هي آخر عملية تحدث في نواة النجم لا تتم معالجتها عن طريق عملية ألفا.